# Melrose Park, Illinois
Melrose Park är en ort (village) i Cook County, i delstaten Illinois, USA. Enligt United States Census Bureau har orten en folkmängd på 25 524 invånare (2011) och en landarea på 11 km².

## Några kända personer som bott på orten
- Dennis Grimaldi, skådespelare
- Ken Grundt, baseballspelare
- Vinnie Hinostroza, ishockeyspelare för Buffalo Sabres
- Carol Lawrence, skådespelare och artist